# شواق الجراد (الشعر)

تعديل مصدري - تعديل

شواق الجراد محلة تابعة لقرية ذحيض، التابعة لعزلة العبس بمديرية الشعر إحدى مديريات محافظة إب في الجمهورية اليمنية، بلغ تعداد سكانها 32 حسب تعداد اليمن لعام 2004.